# Моте (еда)

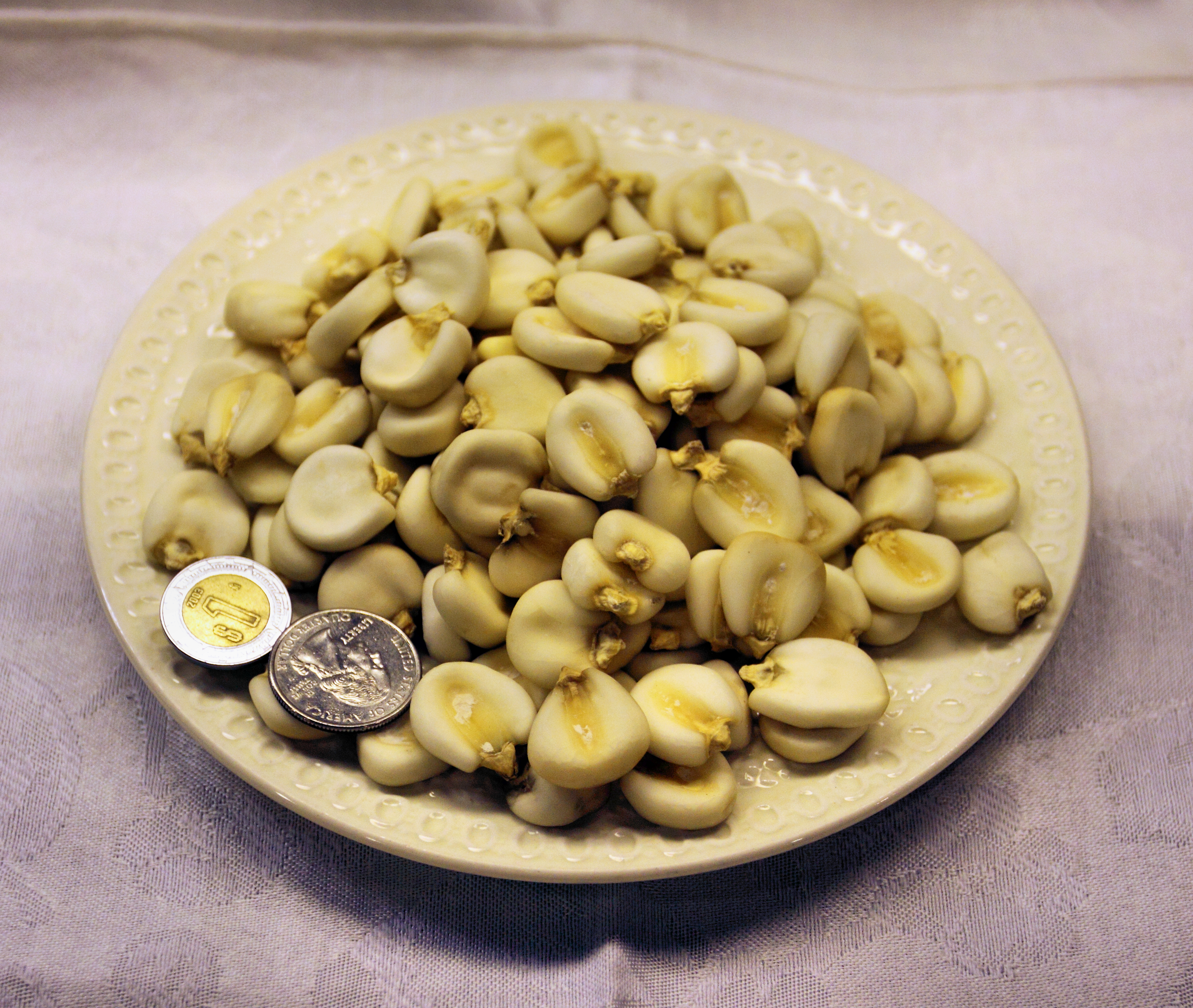
Моте из Мексики

Моте (кечуа mut'i, исп. mote) — название нескольких латиноамериканских блюд из варёных зёрен. Обычно моте готовят путем длительного (около 1 дня) кипячения зерен в воде, подщелачиваемой добавлением золы или извести. Это блюдо было основной пищей южноамериканских индейцев в долгих походах.

## Аргентина
В Аргентине моте употребляют в основном в горном северо-западном регионе, реже в Куйо и Патагонии. Это похлебка жидкой консистенции, приготовленная из белой мамалыги, иногда очищенной от кожуры и отваренной с золой джума. В Аргентине моте едят с небольшими кусочками мяса (ламы, козлятины, баранины, говядины, свинины, птицы). Его также готовят из бобов и пшеницы. В северной Патагонии его употребляют с каким-нибудь прохладительным напитком: водой, соком, чаем, другими безалкогольными напитками.

## Боливия
В Боливии моте готовят из зёрен в шелухе. Обычно используется кукуруза, реже — садовый боб. Моте из зёрен без шелухи называется пеладо. Пшеничное пеладо используется в основном в супах.

## Перу

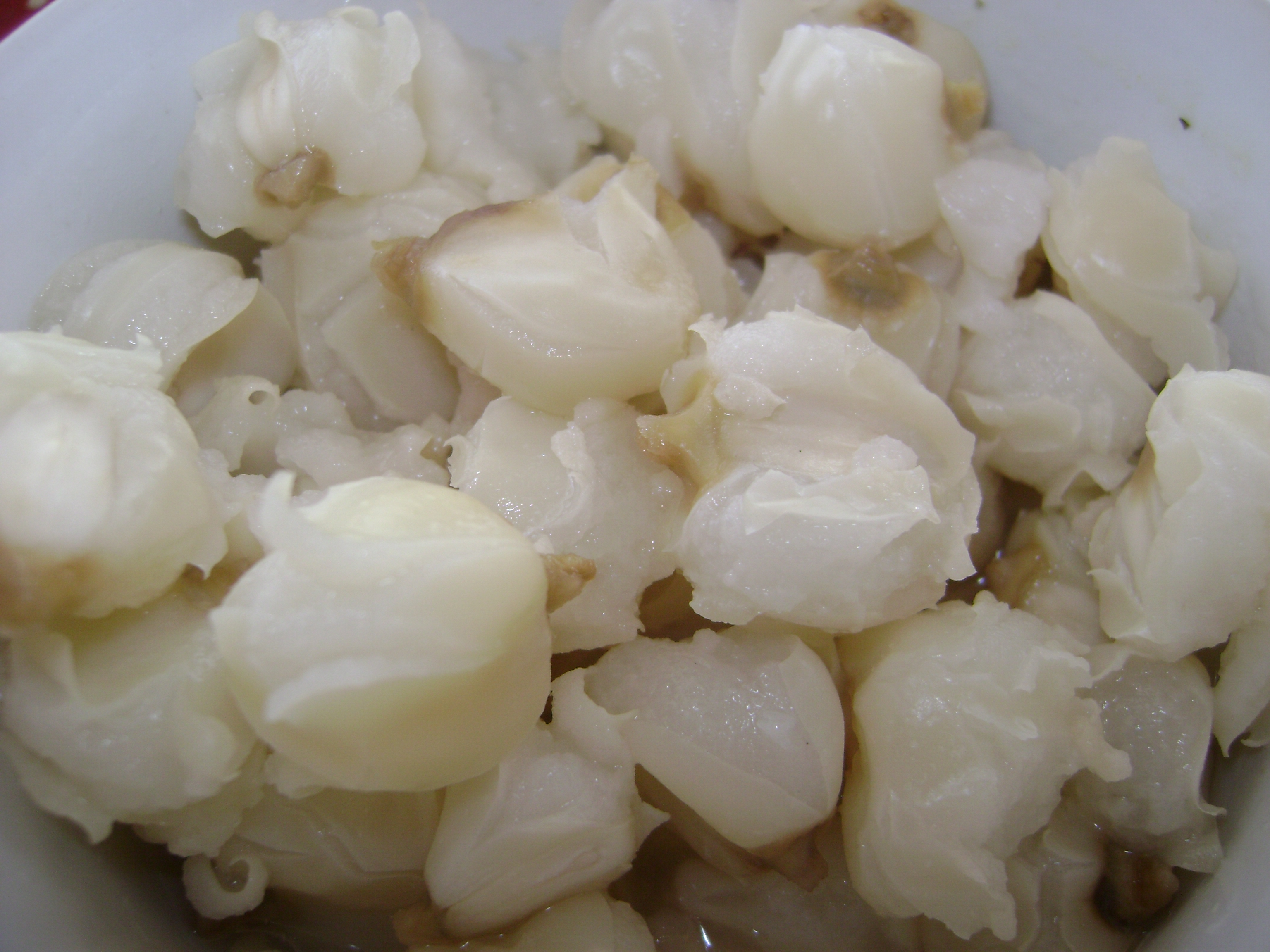
Моте из маиса в Лиме, Перу

## Чили
Когда слово моте используется отдельно, оно обозначает пшеничное моте, сваренное без шелухи. В основном его используют для приготовления сладкого напитка под названием mote con huesillos. Соленый моте используется как гарнир для тушеных блюд и в соусах (guisos). Его также используют в супах. В кухне мапуче его используют для приготовления теста, называемого по-испански катуто (mültrün в Мапудунгуне), для приготовления слабоалкогольного напитка под названием мудай, а также в качестве ингредиента во многих продуктах, таких как касуэла и какойяэль («пища из моте»).
Кукурузное моте (motemei, от mote de maíz) используется в десертах и острых блюдах.

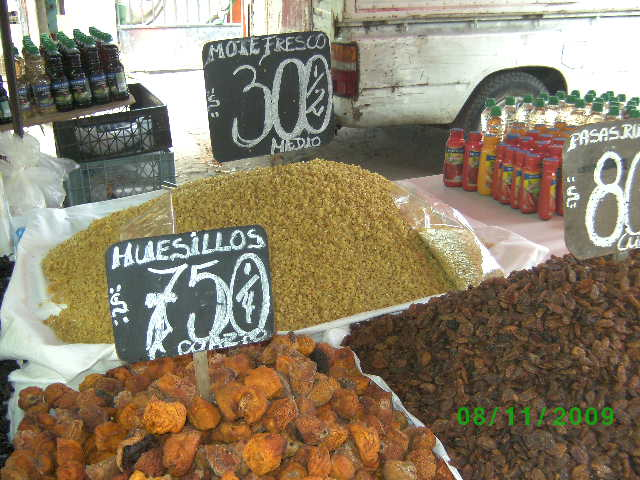
Пшеничное моте на чилийском рынке (жёлтое, сзади)

## Эквадор
В Эквадоре моте — это отваренные очищенные кукурузные зёрна. Они являются гарниром к таким популярным блюдам, как хорнадо (исп. hornado) и фритада (исп. fritada). Их используют во многих супах. Это также основной ингредиент блюд, типичных для города Куэнка, таких как моте-пилло, моте-сусио и моте-пата.